# خانه محسنی آراسته
خانه محسنی آراسته مربوط به دوره قاجار است و در کاشان، خیابان بابا افضل شمالی، کوچه سازمان آب، جنوب زیارت پنجه شاه، پلاک ۶۴ واقع شده و این اثر در تاریخ ۳ خرداد ۱۳۸۶ با شمارهٔ ثبت ۱۹۱۶۲ به‌عنوان یکی از آثار ملی ایران به ثبت رسیده است.